# Stroudia emilaevigata
Stroudia emilaevigata är en stekelart som beskrevs av Giordani Soika 1976. Stroudia emilaevigata ingår i släktet Stroudia och familjen Eumenidae. Inga underarter finns listade i Catalogue of Life.